# Кава камерунська
Кава камерунська, також відома як шар'єріана (лат. Coffea charrieriana) — рослина родини маренові, вид роду кава (Coffea), ендемічна для Камеруну. Єдина кавова рослина без кофеїну, яка відома в центральній Африці. Цей вид рідко використовується для отримання кавових зерен. 

## Поширення
Батьківщина рослини — західний Камерун, ендемік лісового заповідника Бакоссі.

## Історія
Спочатку вид був відомий лише завдяки колекції Франсуа Ентоні на південному заході Камеруну 1983 року. Завезений живцями в Кот-д'Івуар, він був зібраний там у 1997 році.  Визнаний «під загрозою зникнення», оскільки не спостерігався в дикій природі з 2006 року. До 2008 року дослідження камерунської кави припинились. Офіційно шар'єріана відкрита у 2008 році і названа на честь професора Андре Шар'єра, французького науковця з Науково-дослідного інституту розвитку, який  керував дослідженнями в галузі розведення кави та доклав значних зусиль для розвитку кавової промисловості центральної Африки. Дослідження із живцями камерунської кави провидилися починаючи із 1966 року, проте лише в 2008 році, після морфологічних і генетичних досліджень цього виду, вона була визнана новим видом кави.

## Біохімічний склад
Біохімічний аналіз насіння шар'єріани показує, що зерна не містять кофеїну. Це зазвичай притаманно мадагаскарським видам кави. Камерунська кава — другий вид без кофеїну, поряд із раніше відкритим у центральній Африці видом pseudozanguebariae, який росте в прибережних сухих лісах біля Індійського океану.
Серед усіх видів кави шар'єріана містить найнижчий рівень сахарози.